# Culicoides panamensis
Culicoides panamensis är en tvåvingeart som beskrevs av Barbosa 1947. Culicoides panamensis ingår i släktet Culicoides och familjen svidknott. Inga underarter finns listade i Catalogue of Life.